# Deutscher Dachverband für Geoinformation
Der Deutsche Dachverband für Geoinformation e. V. (DDGI) ist eine Interessenvertretung für Beteiligte der Geoinformationsbranche in Deutschland. Derzeit ist der DDGI der einzige bundesweit agierende Verband der Branche. Der DDGI ist in das Vereinsregister eingetragen und beim Deutschen Bundestag als Gesprächspartner der Parlamentarier registriert. Als Verband setzt er sich für die Verbreitung und den Einsatz von Geoinformation in Deutschland ein. Seine Mitglieder sind Unternehmen, Verbände, Landesbehörden, Bundesanstalten, Forschungseinrichtungen und Privatpersonen.
Als Mitglied des EUROGI (europäischer Dachverband für Geoinformation) ist der DDGI das Sprachrohr der deutschen Interessen in die europäische Politik und Wirtschaft. Der DDGI wurde 1994 unter maßgeblicher Mitwirkung des Präsidenten des Landesvermessungsamts Nordrhein-Westfalen Klaus Barwinski gegründet. Sitz der Geschäftsstelle ist seit 2020 Mülheim an der Ruhr. Präsident seit 2020 ist Peter Loef.